# Ämilius Ludwig Richter
Ämilius Ludwig Richter (15. februar 1808 i Stolpen – 8. maj 1864 i Berlin) var en tysk retslærd.
Richter blev 1829 advokat i Leipzig, samme år privatdocent der, 1835 Dr. jur. h.c. i Göttingen, 1836 ekstraordinær professor i Leipzig, 1838 ordentlig professor i Marburg, 1846 i Berlin, hvor han samtidig bistod kultusminister Eichhorn først som medlem af konsistoriet, senere af overkirkerådet, fra 1859 som departementschef i Kultusministeriet.
Medens Richters praktiske virke, der bragte ham i stadige konflikter med F.J. Stahl, ikke synes at have efterladt sig spor af varigere betydning, har han som teoretiker lagt grunden for den nyere tids kirkeretlige studier; fra hans seminar udgik en statelig række af Tysklands førende kirkeretslærere, germanister og publicister. Selv tilhørte han den historiske skole; hans værkers objektivitet anerkendtes både fra protestantisk og katolsk side.
Efter blandt andet at have skrevet Beiträge zur Kenntniss der Quellen des canonischen Rechts (I—II, 1834), offentliggjorde han sin udgave af Corpus iuris canonici (I, 1833—36, II, 1839), et for sin tid fremragende arbejde, der først langt senere blev overfløjet af Emil Friedbergs, og — delvis med støtte af J.F. v. Schulte — Canones et decreta sacr. oec. Concilii Tridentini (1839 og 1853).
Af stor betydning er Die evangelischen Kirchenordnungen des sechszehnten Jahrhunderts (I—II, 1846), Geschichte der evangelischen Kirchenverfassung in Deutschland (1851), Beiträge zur Geschichte des Ehescheidungsrechts in der evangelischen Kirche (1858), König Friedrich Wilhelm IV und die Verfassung der evangelischen Kirche (1861) og Beiträge zum preussischen Kirchenrechte (1865, udgivet af Paul Hinschius).
Dertil kommer en række skrifter af mere praktisk og kirkepolitisk tilsnit, men altid uden politisk tendens, tidsskriftafhandlinger, retsbetænkninger og andre. Et af tysk kirkeretsvidenskahs betydningsfuldeste frembringelser under 1800-tallet er Richters Lehrbuch des katholischen und evangelischen Kirchenrechts. Mit besonderer Rücksicht auf deutsche Zustände (1842, 8. oplag ved Richard Dove og Wilhelm Kahl 1886). Først alene, senere sammen med Robert Schneider, udgav Richter "Kritische Jahrbücher für deutsche Rechtswissenschaft" (1837—41, fortsat af Schneider indtil 1848).